# Malhação
Pour les articles homonymes, voir Young Hearts.
Malhação (titre international : Young Hearts) est une série télévisée brésilienne créée par Andrea Maltarolli et diffusée sur Rede Globo de 1995 à 2020.
La série a commencé en 1995, et l'action se déroule dans un club de gymnastique fictif appelé Malhação. 2013 marque la 21e saison. Elle a été diffusée dans plusieurs pays par Globo International au Portugal par le SIC (entre 1995 et 2007) et ABC Family au Canada.
Malhação a atteint son apogée en termes de téléspectateurs lors de onzième saison, avec les acteurs Guilherme Berenguer, Juliana Didone et Marjorie Estiano
que les protagonistes. Cette saison a pour le montant incroyable de 42 millions de téléspectateurs,.
Le 9 janvier 2013 a été publié 4 500 épisodes de la série.[pas clair]

## Synopsis
La série raconte les aventures pantalon d'un groupe d'adolescents, généralement tournée autour de leur vie scolaire illustrant l'amitié, fréquentations, trahison et relations familiales troublées. Chacune des saisons abordent généralement des relations développés lors des activités extrascolaires tel que la musique, le sport, la natation, le water-polo, le football la boxe et les arts martiaux. Concentrés souvent sur des thèmes complexes tel que sexualité, la consommation de drogue, la grossesse chez les adolescentes, l'intimidation , les troubles de l'alimentation, le machisme et l'homosexualité.

## Production

### Développement
En 1995, Andréa Maltarolli et Emanuel Jacobina commencent à développer le synopsis d'une série ayant comme personnages principaux des adolescents, inspirée par la bonne répercussion que le thème avait obtenue dans Confissões de Adolescente , sur TV Cultura , qui a réussi à dialoguer avec les jeunes de manière directe et non façon didactique. Plus tard lors de la production de la série les auteurs reçoivent comme instructions d'aborder les thèmes avec légèreté et sans aucune controverse afin que le programme parvienne à correspondre à l'ensemble du public (jeunesse et adulte).
Peu de temps après la production des premiers épisodes, Le titre de la série a été annoncé autant que Malhação, inspiré du nom de l'académie dans laquelle l'intrigue était centrée, et le format annoncé comme feuilleton plus précisément soap opera.
La série a été diffusée pour la première fois le 24 avril 1995 à 17h15.
Maria Mariana auteur de Confissões de Adolescente rejoint la série et a écrit une grande partie des épisodes de la saison 4 et 5.

### Séries dérivées
Le succès de la série télévisée fût elle qu'elle eût plusieurs séries dérivées, la première est Malhação de Verão diffusée à partir du 4 mars 1996, la deuxième Malhação (1.ª temporada) du 24 avril au 28 décembre 1995 et Malhação: Toda Forma de Amar du 16 avril 2019 au  3 avril 2020.

### Annulation
En mars 2020, le tournage de la série a été interrompu en raison des impacts de Covid-19 au Brésil , qui entraîna l'annulation des séries dérivées. Cependant la série mère était toujours en cours, après les périodes austères de l'épidémie la production a annoncé le renouvellement de la telenovelas pour une 28e saison, écrite par les frères Eduardo et Marcos Carvalho, dont la première était prévue en 2022 et qui raconterait l'histoire de trois adolescents noirs se battant parce que leur école de la périphérie considérée comme la pire du pays, ne ferme pas. Cependant dû aux différents problèmes économiques et pertes de revenus causé par la persistance du coronavirus dans le monde notamment au Brésil, la production retira l'idée de la 28e saison et a affirmé qu'aucune nouvelle saison serait produite, donnant donc l'annulation de la série mais confirma qu'elle continuerait d'être rediffusée. le dernier épisode inédit étant diffusé le 3 septembre 2020 officialisant la fin du programme.

## Distribtion
Malhação inclut les  acteurs suivants,